# Muribeca dos Guararapes
Muribeca dos Guararapes é um antigo distrito de Jaboatão dos Guararapes. 
O bairro já existia como distrito de Jaboatão, antes da mudança de nome do município, em 1989. Sua criação é anterior mesmo à criação do Jaboatão Velho e de Prazeres.
Alcançou sua emancipação como município, que foi revogada, voltando a sua condição de distrito.

## Extinção
Em 5 de maio de 1989, a lei estadual n.º 4 não só rebatizou o município de Jaboatão (para Jaboatão dos Guararapes), como também criou o distrito de Jaboatão e ainda extinguiu o distrito de Muribeca dos Guararapes, cujo território foi anexado ao distrito-sede. Desde então, o município de Jaboatão dos Guararapes tem três distritos: Jaboatão dos Guararapes (sede), Cavaleiro e Jaboatão.